# Rafael Fernández (meksykański piłkarz)
Rafael Eduardo Fernández Inzunza (ur. 5 sierpnia 2000 w Culiacán) – meksykański piłkarz występujący na pozycji środkowego lub bocznego obrońcy, od 2023 roku zawodnik Tijuany.